# Caccothryptus
Caccothryptus là một chi bọ cánh cứng trong phân họ Limnichinae. Chi này được nhà côn trùng học David Sharp phân loại chính thức vào năm 1902, với C. compactus là loài điển hình. Năm 2014, các nhà côn trùng học Carles Hernando và Ignacio Ribera đã công bố một bản sửa đổi lớn của chi này, tổ chức lại chi từ bảy loài thành hai mươi loài trong năm nhóm loài, được phân loại chủ yếu theo điểm tương đồng về hình dạng bộ phận sinh dục. Những khám phá trong những năm tiếp theo đã nâng tổng số loài lên ba mươi bốn. Do còn thiếu các nghiên cứu và tài liệu về họ Limnichidae châu Á, nên có thể nhiều loài hơn nữa vẫn chưa được mô tả. Với chiều dài tổng thể từ 2,5 đến 5,5 mm, loài bọ cánh cứng này có cơ thể hình ôvan có màu từ đen đến nâu. Phạm vi phân bố của chúng trải dài khắp Đông Nam Á, cùng với một số vùng ở Đông Á và Nam Á. Chúng thường sống trong các khu rừng gỗ chết ngập nước gần các dòng suối nhỏ.

## Phân loại
Caccothryptus là một chi thuộc phân họ Limnichinae, một phân họ thuộc họ Limnichidae. Limnichidae là một họ bọ cánh cứng đa dạng, chỉ xuất hiện ở vùng núi cao và vùng cực, cũng như hầu hết các đảo đại dương. Chúng thường sống ven sông, ven bờ sông, mặc dù một số sống ở vùng gian triều (dọc theo bãi biển hoặc rạn san hô). Tuy nhiên, nhiều chi hoàn toàn sống trên cạn, sống trong tầng rừng. Ít nghiên cứu được thực hiện trên hầu hết các chi, và ấu trùng và nhộng của hầu hết chúng đặc biệt ít được ghi chép. Hầu hết các loài đều ăn cỏ.
Caccothryptus thuộc "nhóm chi Mandersia" trong họ Limnichidae, cùng với Euthryptus, Mandersia, Pseudothryptus, Resachus và Simplocarina, tất cả đều có số lượng loài nhỏ hơn nhiều so với Caccothryptus. Các chi này có chung một số đặc điểm hình thái, chẳng hạn như cơ quan sinh sản đực (aedeagus) không có khớp nối. Chúng không có khớp nối gai nằm trong thùy giữa; điều này phân biệt chúng với chi Byrrhinus. Các chi Tricholimnichus và Cyclolimnichus sinh sống ở châu Phi nhiệt đới là họ hàng gần của nhóm Mandersia, nhưng thiếu một số đặc điểm phân biệt ở ngực trước (mảng lưng).

### Lịch sử phân loại
Năm 1902, nhà côn trùng học David Sharp đã mô tả Caccothryptus compactus (được tìm thấy ở Martapura, Borneo) trong một bài báo trên Entomologist's Monthly Magazine. Ông gọi chi này là "chi lớn nhất và đáng chú ý nhất trong tông Limnichini" và lưu ý rằng nó rất giống với chi Euthryptus ở Trung Mỹ. Caccothryptus là chi Limnichinae được phân loại đầu tiên có nguồn gốc từ châu Á. Sharp đã không liệt kê từ nguyên của tên Caccothryptus trong mô tả của ông về C. compactus.
Vào năm 1922 và 1923, Maurice Pic đã phân loại một chi mới mà ông đặt tên là Macrobyrrhinus, và đặt vào đó bốn loài của phân họ Limnichinae, với M. rouyeri là loài điển hình. Harry George Champion đã coi chi này là danh pháp đồng nghĩa của Caccothryptus, trong một bài báo mô tả ba loài bổ sung. Pic đã bỏ qua danh pháp đồng nghĩa của Champion và đặt thêm nhiều loài vào chi Macrobyrrhinus vào năm 1928; tuy nhiên, hiện nay nó được chấp nhận là một danh pháp đồng nghĩa.
Caccothryptus không được nhắc đến trong các tài liệu côn trùng học nào thêm cho đến năm 1998, khi nó được liệt kê trong danh sách các loài Limnichidae Đông Á. Năm 2005, các nhà côn trùng học Carles Hernando và Ignacio Ribera đã phân loại lại một loài được Champion mô tả, C. multiseriatus, thành một chi mới có tên là Pseudothryptus. Chín năm sau, Hernando và Ribera đã công bố một bản sửa đổi lớn của chi này. Trước đây được phân loại thành bảy loài, chi này đã được tổ chức lại thành hai mươi loài trong năm nhóm loài—compactus, rouyeri, testudo, jaechi và zetteli—chủ yếu được phân loại dựa trên điểm tương đồng về hình dạng bộ phận sinh dục và một số đặc điểm bên ngoài với mức độ ít hơn. Bản sửa đổi năm 2014 này cũng phân loại một trong những loài của Champion, C. laosensis, là danh pháp đồng nghĩa của C. maculosus.